# M-91 Vihor
M-91 Vihor je jugoslavenski tenk nastao na temelju tenka M-84. Zbog raspada Jugoslavije nikada nije ušao u serijsku proizvodnju, a napravljeno je samo nekoliko prototipova. U Vihor se planiralo ugraditi Dieselov motor snage 1200 KS, a uz transmisiju s 5 stupnjeva prijenosa (4 naprijed, jedan unazad) mogao je postići brzinu do 72 km/h. Ubrzanje od 0-32 km/h je trajalo 7 sekundi. Zadržan je top 2A46 kalibra 125 mm s tenka M-84A, a postavljena je i nova termo obloga za hlađenje cijevi, čime se smanjila mogućnost deformacije cijevi topa. Kao sekundarno naoružanje bile su ugrađene dvije strojnice: jedna suspregnuta 7,62 mm i jedna na krovu kupole 12,7 mm, što je kasnije primijenjeno i na srpskom tenku M-2001. Oklop je bio višeslojni uz mogućnost postavljanja reaktivnog (ERA) oklopa. Jedini funkcionalni primjerak ovog tenka je ostao u Srbiji, dok je Đuro Đaković d.d. kasnije samostalno napravio još dva primjerka ovog tenka, na temelju kojeg je kasnije razvijen i hrvatski M-95 Degman.